# SPOT

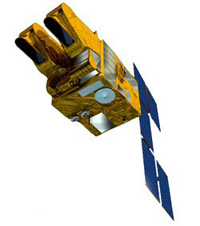
Ricostruzione virtuale del satellite SPOT 5

Il sistema Satellite Pour l'Observation de la Terre (in italiano "Satellite Per l'Osservazione della Terra"), conosciuto con l'acronimo SPOT, è una costellazione di satelliti commerciali per il telerilevamento della Terra. Appartiene dunque alla categoria "satelliti per telerilevamento" e viene progettato e realizzato dall'Agenzia Spaziale Europea.
Negli anni sono stati messi in orbita diversi satelliti SPOT:
- SPOT 1 Lanciato il 22 febbraio 1986 con risoluzione spaziale di 10 metri monocromatica e di 20 metri multispettrale. Ritirato il 31 dicembre 1990.
- SPOT 2 Lanciato il 22 gennaio 1990 e dismesso a luglio 2009[1].
- SPOT 3 Lanciato il 26 settembre 1993. Dismesso il 14 novembre 1997.
- SPOT 4 Lanciato il 24 marzo 1998 e dismesso per un malfunzionamento il 29 giugno 2013[2].
- SPOT 5 Lanciato il 4 maggio 2002 con risoluzione di 2,5 m, 5 m e 10 m e dismesso nel marzo 2015[3].
- SPOT 6 Lanciato il 9 settembre 2012 e attualmente operante[4].